# Саут Виндам (Конектикат)
Саут Виндам (енгл. South Windham) насељено је место без административног статуса у америчкој савезној држави Конектикат.

## Демографија
По попису из 2010. године број становника је 1.421, што је 143 (11,2%) становника више него 2000. године.
| Група             | 2000.         | 2010.         |
| Белци             | 1.187 (92,9%) | 1.146 (80,6%) |
| Афроамериканци    | 6 (0,5%)      | 34 (2,4%)     |
| Азијати           | 2 (0,2%)      | 10 (0,7%)     |
| Хиспаноамериканци | 74 (5,8%)     | 201 (14,1%)   |
| Укупно            | 1.278         | 1.421         |